# Wal-Berg
Wal-Berg, werkelijke naam Waldemar (ook wel: Wladimir, Vladimir of  Voldemar) Rosenberg, geboren op 13 oktober 1910 te Istanboel (destijds nog Constantinopel) en overleden op 12 juli 1994 te Suresnes, Hauts-de-Seine, genoot bekendheid als componist en Frans dirigent van Russische afkomst.

## Biografie
Hij studeerde piano aan het Berlijns conservatorium en later harmonieleer, compositie en orkestdirectie aan het Conservatoire te Parijs, waar Samuel Rousseau de scepter zwaaide en Noël Gallon, Henri Rabaud, Philippe Gaubert en Pierre Monteux zijn leraren waren.
Van 1932 tot 1936 verzorgde hij bij Polydor alle orkestraties voor plaatopnames, en componeerde er de belangrijkste Franse liederen voor Marlene Dietrich (Moi je m'ennuie, Assez, Embrasse-moi).
Vanaf 1937 werkte hij bij Pathé Marconi aan de registraties van de grootste artiesten van zijn tijd: Jean Sablon, Josephine Baker, Charles Trenet, Marjane, Damia en vele anderen. Tegelijkertijd schreef hij filmmuziek, onder andere voor Katia met Danielle Darrieux, alsmede voor de films Le Révolté en Le Conflit.
Tijdens de oorlog, toen het grootste deel van zijn familie, waaronder zijn vader, door de nazi's werd uitgeroeid, trok hij zich terug te Monte Carlo om er een symfonisch jazzorkest op te richten waarmee hij de programmaformule Jazz Symphonique ontwikkelde. In zijn concerten bracht hij aldus de muziek van George Gershwin samen met die van Maurice Ravel en de composities van Claude Debussy met die van Cole Porter. Hieruit ontstond later bij de ORTF de serie uitzendingen Musique sur la ville waarbij een beroep gedaan werd op prestigieuze vertolkers als Yehudi Menuhin, Segovia e.a.
In 1944 kwam hij bij de Franse radio waar hij gedurende vele jaren concerten gaf met een zeer gevarieerd oeuvre, van Bachkoralen tot melodieën van Vincent Scotto. In 1946 ging zijn Grand Jazz Symphonique in première die tot ver buiten de landsgrenzen vermaard zou worden. 
"Ik zag Wal-Berg druk doende tijdens repetities voor de uitzending. Toen begreep ik waarom die tot de beste van onze radioprogramma's hoort. Voor een dergelijk professioneel plichtsgevoel, mijne heren producenten en dirigenten, kan men slechts zijn hoed afnemen..." (Josette Wolny in Radio-Revue 1949)
De drang om de klassieke componisten onder de aandacht van een zo breed mogelijk publiek te brengen leidde mede tot reeksen met opnames en concertprogramma’s, waardoor de namen van Emmanuel Chabrier, Maurice Ravel en Niccolò Paganini vanaf die tijd gemeengoed werden.
Hij entameerde eveneens een reeks Europese tournees met Victoria de los Ángeles, Andrés Segovia en werkte in Frankrijk samen met Janine Micheau, Mathé Altéry, Roger Bourdin, Stéphane Grappelli, en bij de Opéra de Lille met Mado Robin en Christian Ferras in 1954.
In de vijftiger jaren componeerde hij ook voor Juliette Gréco (Embrasse-moi op tekst van Jacques Prévert, 1951).
In 1960 nam hij voor het label Disques Barclay de series Un soir à Vienne, Un soir à l'Opéra, Un soir à Moscou enz. op.
"Iedereen weet tegenwoordig dat Wal-Berg een musicus en orkestleider van uitzonderlijke kwaliteit is". (P. La Vigne)
Aan het begin van de zestiger jaren componeerde hij de songs voor Anthony Perkins en vervaardigde bewerkingen die hij als orkestdirigent onder de naam William Goldenberg vertolkte (C'est chouette Paris en Abracadabra, op teksten van Pierre Delanoë).
Wal-Berg componeerde meer dan 300 symfonische orkestwerken en de muziek voor ongeveer 40 films; zijn arrangementen en composities werden door alle grote Europese orkesten uitgevoerd. Ook zijn Concerto pour Trompette et Orchestre uit 1948, opgedragen aan Raymond Sabarich kende eertijds een grote populariteit. Op operagebied schreef hij Casanova op een libretto van Roger Fernay. Dit werk ging op 26 november 1955 in Nancy in première en werd daarna op de grote podia in het land opgevoerd. Als operadirigent leidde hij de producties Un violon sur le toit in het Thèâtre Marigny in 1969 en Offenbachs Barbe Bleue in het Thèâtre de Paris in 1971. Van zijn orkestraties moet met name genoemd worden het ballet van Charles Trenet Un Parisien à New York.
Onder zijn leiding verschenen operette-registraties op plaat van La Quincaillière de Chicago, Minnie-Moustache, Barbe-Bleue en Un Violon sur le Toit.
"Wal-Berg" gaf ons een brede kijk op het kleurrijke palet van het omvangrijke symfonische jazz-repertoire. Als componist kreeg hij wereldwijd aandacht, gerechtvaardigd door de gevoelige en verfijnde inspiratie die uit zijn werken opstijgt. Zijn werk als orkestrator duidt op een vakmanschap vanuit een solide basis die geen enkele zwakte duldt. Zijn fantasieën zijn hem dus vergund en de originaliteit waarvan Wal-Berg getuigenis aflegt zowel in zijn eigen werken als in zijn bewerkingen van bekende stukken als "Liebestraum" van Liszt, "Geschichten aus dem Wienerwald" van Strauss of "Slovenia", "Gopak"en "Fête circassienne", alle drie van hemzelf hebben dezelfde levenslust en allure als die waarmee hij dirigeerde en het orkest opzweepte..." (De Tunesische pers naar aanleiding van een concert voor de Franse radio te Tunis in 1959)

## Bron
- Dit artikel over de componist Wal-Berg is een vertaling/bewerking van het gelijknamige artikel op de Franse Wikipedia.